# Abbaye Saint-Martin de Pontoise
L'abbaye de Saint-Martin à Pontoise (Val-d'Oise) a été fondée dans la première moitié du XIe siècle. Centre important de pèlerinage dû à la canonisation de son premier abbé, cette abbaye bénédictine s'est rapidement enrichie. Reprise par les mauristes au XVIIe siècle, le domaine de Saint-Martin abrite aujourd’hui l'École Saint-Martin-de-France, animée par les oratoriens.

## Fondation
Une communauté de moines s'établit d'abord autour d’une chapelle dédiée à saint Germain (chapelle qui sera remplacée au XIIe siècle par la cathédrale Saint-Maclou de Pontoise). Philippe Ier nomme le bénédictin Gautier (ca 1030-1099) pour premier abbé. Il vient de l'abbaye Saint-Pierre de Rebais fondée au VIIe siècle par Ouen de Rouen, et c'est avec grande réticence et après trois fugues (dont les moines profitaient pour relâcher la discipline) et un appel au pape (refusé) qu'il finit par en accepter la charge. Il est battu et jeté au cachot pour ses dénonciations du laxisme des moines, mais fidèle à ses vœux il persiste dans sa tâche. En 1080 il reçoit des terres et les droits sur l'église paroissiale du bourg Saint-Martin, et déplace alors la communauté vers cette église, sur le plateau au-delà de la Viosne, près de la voie romaine. L’abbaye est dès lors nommée « Saint-Germain-et-Saint-Martin », rapidement abrégé en « Saint-Martin ».

## Développement

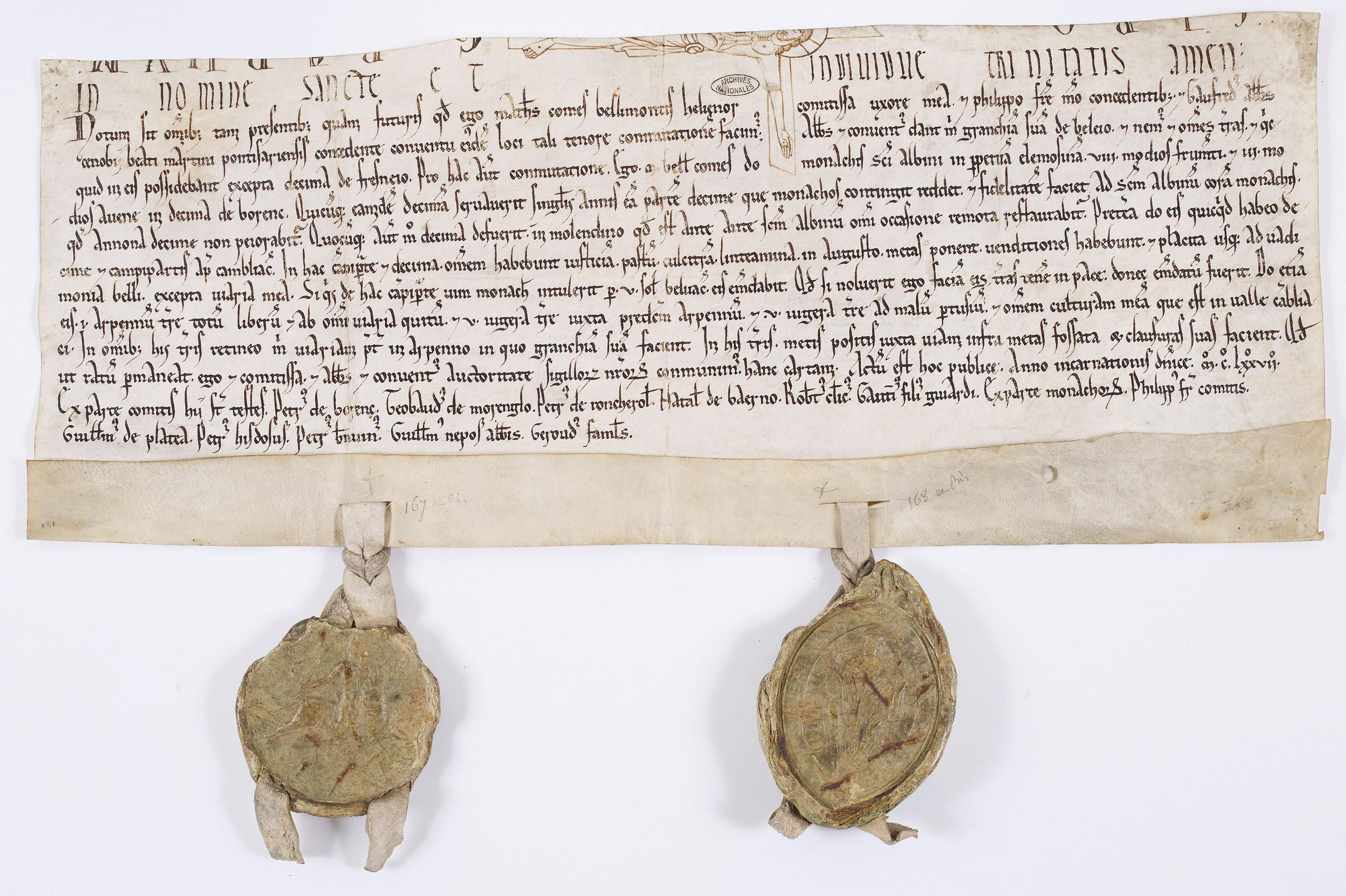
Matthieu III, comte de Beaumont-sur-Oise et sa femme, Eléonore de Vermandois, échangent des terres avec l'abbaye de Saint-Martin de Pontoise. Avec les terres échangées sont accordés aux moines la justice, le past ("pastum"), les couettes ("culcitram"), et les linceuls ("linteamina"). 1177, Archives nationales.

De nombreuses et riches donations augmentent rapidement le patrimoine de l'abbaye. Gauthier est canonisé en 1153 par l’archevêque de Rouen Hugues de Boves - c'est d'ailleurs le dernier saint canonisé par une autorité subalterne au pape dans l'Église d'Occident,. L'abbaye devient un lieu de pèlerinage renommé vers le tombeau sculpté de Gauthier, et un puits à l'eau réputée miraculeuse. Les donations affluent toujours. À la fin du XIIe siècle elle compte douze prieurés, plusieurs fermes, perçoit les dîmes d'une vingtaine de paroisses et les rentes d'une douzaine de moulins.
Vers 1430 nous sommes toujours dans la période de la guerre de Cent Ans, et les Anglais ont pris Pontoise. Wibi, puis Jean de Ripellay, sont gouverneurs. Un jour, Ripellay organise une expédition de ravitaillement dans la campagne environnante ; mais il oublie de laisser suffisamment de troupes pour tenir la ville : les habitants en profitent pour la lui reprendre. De retour de son expédition, Ripellay trouve les portes fermées, n'y peut mais, et passe sa colère d'abord sur la magnifique église Notre-Dame, qui est en dehors des murs de la ville et que ses troupes pillent et saccagent à souhait, puis sur l'abbaye Saint-Martin également en dehors des murs. Les moines enfuis pour la plupart, son église est à son tour pillée de fond en comble (mais non détruite) ; l'abbé Pierre Le Boucher, d'autant plus malmené qu'il est en famille avec le prévôt de Pontoise Matthieu Le Boucher qui vient de se jouer si joliment des Anglais, est fait prisonnier et emmené à Rouen. Il est libéré huit ans plus tard, revient à l'abbaye ruinée et entreprend de la relever.

En 1587 elle est ainsi décrite :

« un « beau cloître, et au milieu est le puits du couvent, le réfectoire est clair, le chapitre obscur, le dortoir est ancien, la cuisine est bonne, les salles sont assez bien étoffées d'ustensiles de ménage. Depuis quelque temps, monsieur l'évêque de Paris, abbé dudit lieu, a fait redresser un beau corps de logis tout de neuf où il fait sa résidence quand il lui plaît. Hors le cloître est la cour du fermier, le jardin, les vignes, le pressoir, les granges, étables, colombiers, caves et celliers. Tout à l'entrée de la porte est encore un grand logis qui est l'ancien hôtel de l'abbé, devant lequel par dehors l'enclos du monastère y a une grande place rangée d'arbres moyens, et est le lieu où l'on tient la foire et marché Saint-Martin d'hiver l'espace de huit jours. »

— Noël Taillepied, Recueil des antiquitez et singularitez de la ville de Pontoise : ville ancienne du pays du Vequecin françois.

## Du monastère au palais

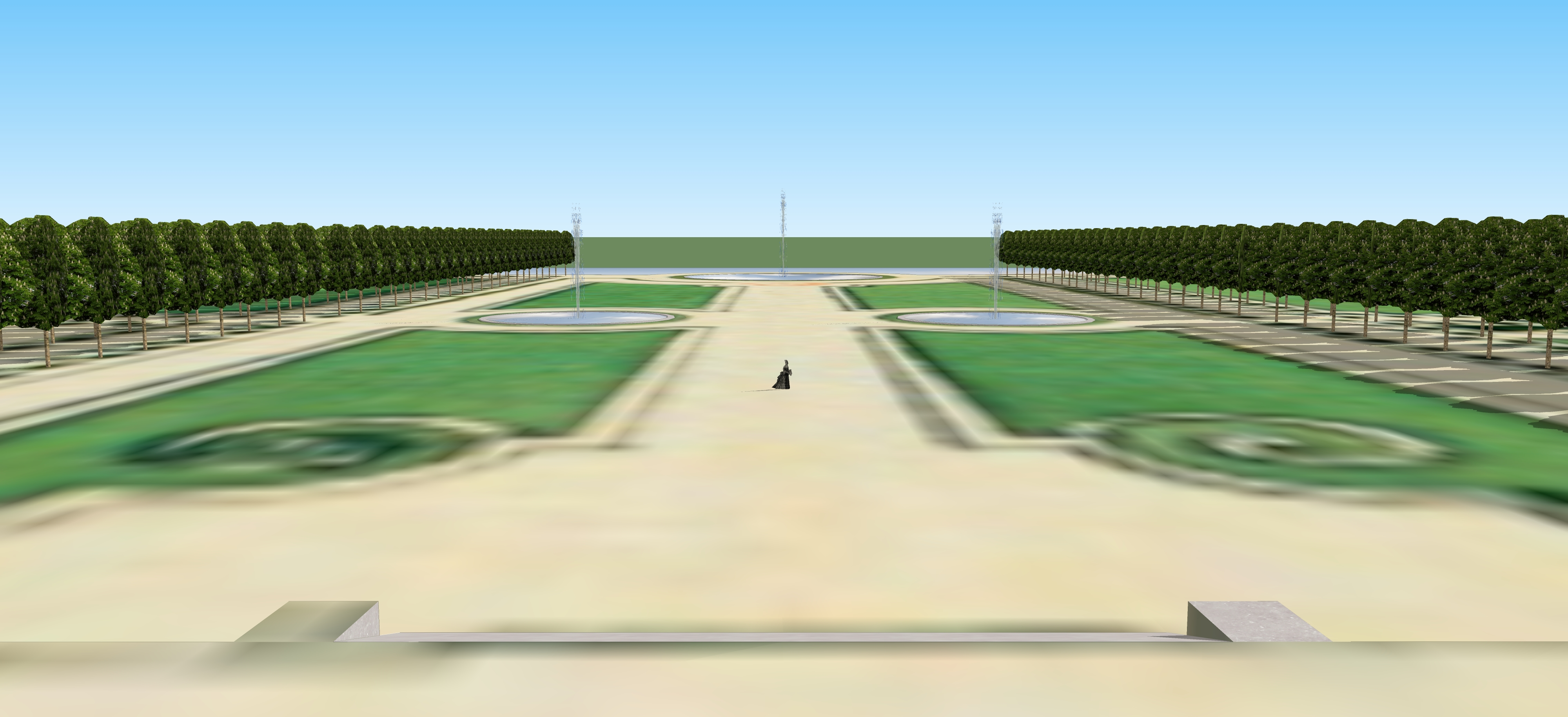
Restitution du point de vue sur la grande perspective de Pontoise.

Au milieu du XVIIe siècle, l’établissement fut réformé par les Mauristes. Le cardinal de Bouillon (1643-1715), abbé commendataire et seigneur engagiste du domaine de Pontoise, fit reconstruire avec faste le palais abbatial, agrémenté d'un magnifique parc à la française. En 1752, le château de Saint-Martin devint la propriété du prince de Conti, Grand-Prieur de France.

## La fin du monastère
Le 13 juillet 1788, l’abbaye fut dévastée par un orage. Les bâtiments, en mauvais état, furent rasés à partir de 1791. Il ne reste aujourd’hui que le clocher de l’église abbatiale, du XIIe siècle (MH) et une grange remontant au XVe siècle. Le domaine de Saint-Martin abrite aujourd’hui l'École Saint-Martin-de-France, animée par les oratoriens. Les riches archives de l’abbaye sont conservées aux archives départementales du Val-d’Oise.
Le puits Saint-Gauthier est peut-être celui à double margelle dans le parc de l'école Saint-Martin-de-France. Le tombeau, classé au titre des Monuments historiques, a été transféré dans l'église Notre-Dame à la Révolution.

## Liste des abbés de Saint-Martin
(cette section est incomplète. Merci de la compléter)
- Saint Gautier (ca. 1030-1099)[8]
- Thibault 1er, autour de 1105[9]
- Hildeburge de Gallardon (?-1115)[10]
- Lencelin, 1167[11].
- Geoffroy, vers 1177[12],[13]
- Guillaume III
- Hellouin (1192-?)[14].
- Pierre Le Boucher[6]
- Sébastien, 1582[15].
- Léonore d'Estampes de Valençay, ...1648 - † 8 avril 1651 à Paris à l’âge de 62 ans, évêque de Chartres (3 juin 1620), à 1642, puis archevêque de Reims du (16 décembre 1641), à son trépas en 1651. Il est aussi abbé de Saint-Martin de Pontoise, La Couture, l'Épine, Bourgueil (1605-44), La Cour-Dieu, Champagne, Vaas et la Pelice.
- Walter Montagu + 1670 (fils d'Henri Montagu, 1er comte de Manchester)[16]
- Emmanuel-Théodose de La Tour d'Auvergne, 1715[17]
- François-Barthélemy de Salignac de La Mothe-Fénelon (1730-1741)

## Possessions

### Cures, prieurés et chapelles
- Prieuré de Saint-Martin d’Ez, que l'abbaye Saint-Magloire de Paris avait reçu de l'abbaye de Marmoutier en 1181, et passa à l’abbaye de Saint-Martin de Pontoise, dans le seconde moitié du XVIe siècle sans que l'on en connaisse les raisons.
- Prieuré de Marquemont à Monneville.